# Wilkau-Haßlau
Wilkau-Haßlau – miasto w Niemczech w kraju związkowym Saksonia, w okręgu administracyjnym Chemnitz, w powiecie Zwickau. W 2009 miasto zamieszkiwane było przez 11 127 osób.

## Geografia

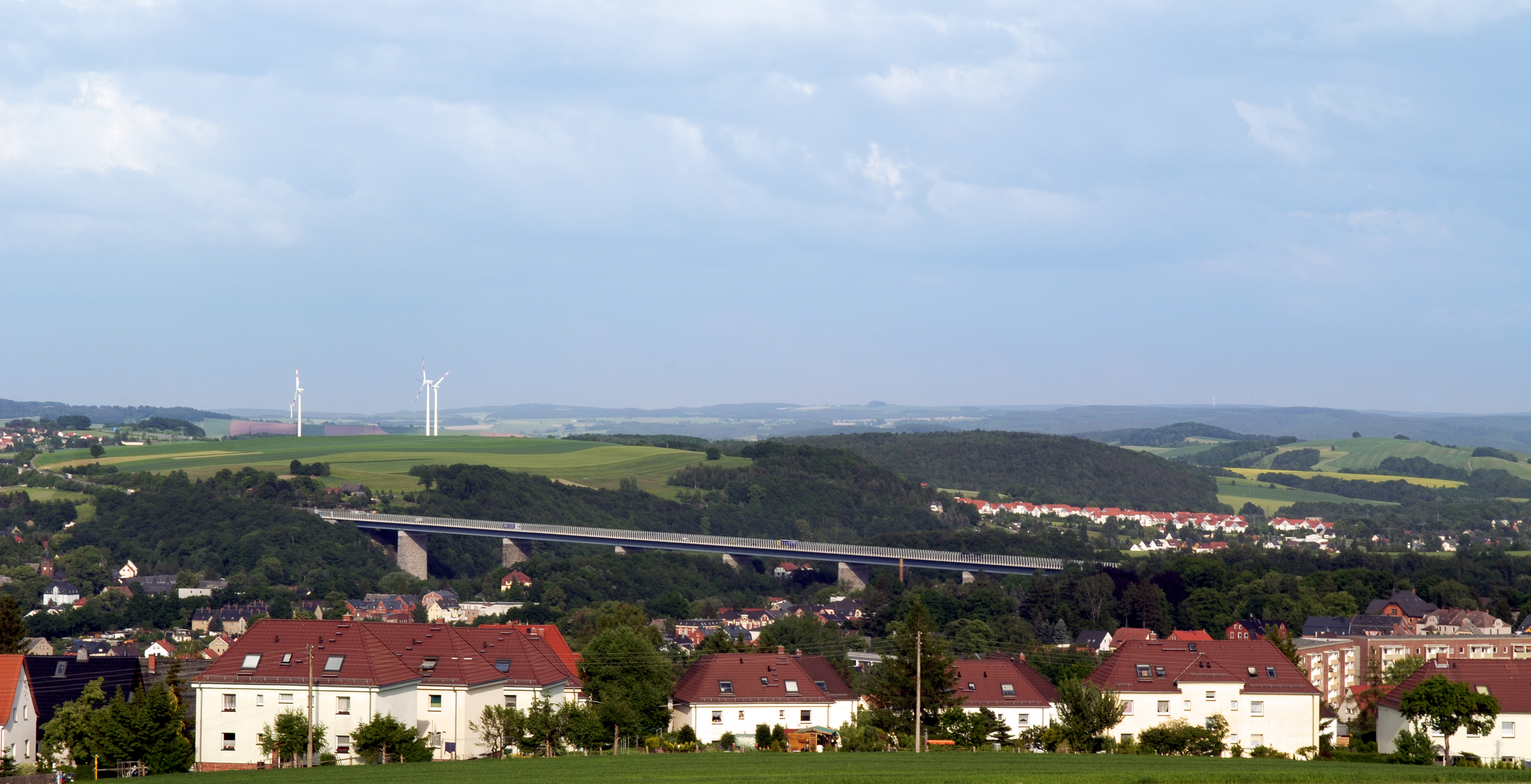
Estakada autostrady A-72 w Wilkau-Haßlau

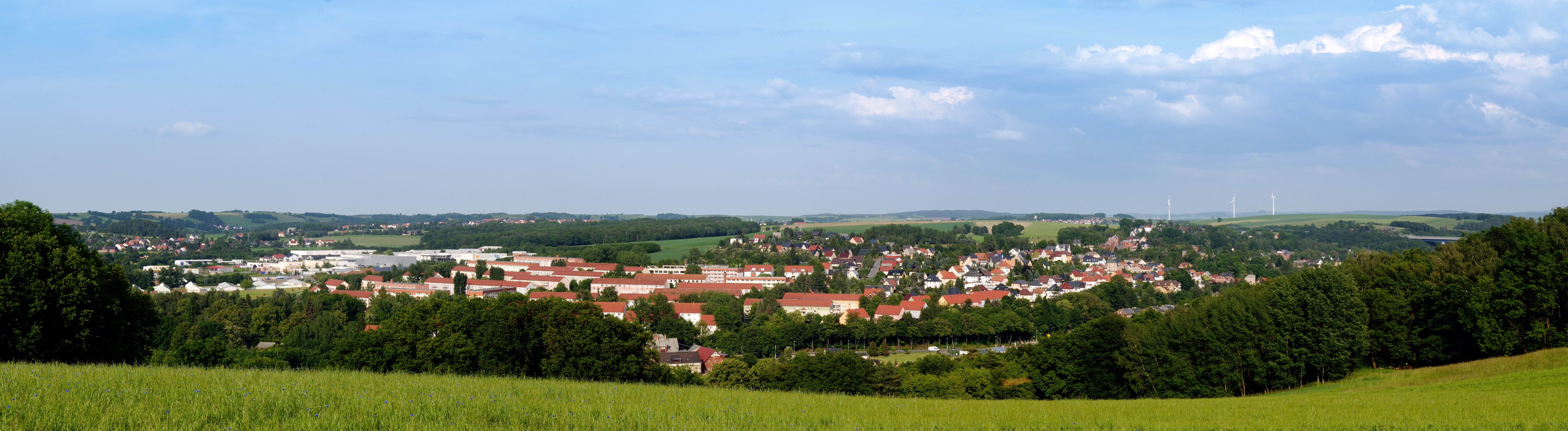
Panorama Wilkau-Haßlau

Wilkau-Haßlau położone jest nad rzeką Zwickauer Mulde (dopływ Muldy), około 6 km na południe od Zwickau.

## Transport

### Drogi
Wilkau-Haßlau położone jest przy autostradzie A72. Przez miasto przebiega również droga krajowa B93.

### Kolej
Przez Willebadessen przebiega linia kolejowa Schwarzenberg – Zwickau. Do roku 1973 funkcjonowała również kolej Wilkau-Haßlau–Carlsfeld (obecnie nieczynna).

## Osoby urodzone w Wilkau-Haßlau
- Steffen Grummt (ur. 1959), lekkoatleta, mistrz świata w dziesięcioboju
- Erhard Hippold (1909–1972), malarz
- Friedrich Moritz Ernst Kegel (1876–1945), chemik
- Erhart Krumpholz (1912–2008), kierowca wyścigowy
- Dietmar Pohl (ur. 1943), piłkarz

## Współpraca
Miejscowości partnerskie:
- Bar-le-Duc, Francja
- Griesheim, Hesja
- Gyönk, Węgry